# Wrangelsburg
Wrangelsburg er en by og kommune i det nordøstlige Tyskland, beliggende i Amt Züssow i den nordlige del af Landkreis Vorpommern-Greifswald. Landkreis Vorpommern-Greifswald ligger i delstaten Mecklenburg-Vorpommern.

## Geografi
Wrangelsburg er beliggende seks kilometer nordøst for Züssow og 17 km sydøst for Greifswald. Bundesstraße B 109 passerer gennem kommunen. Den nordlige del af kommunen er skovklædt. Wrangelsburg er arealmæssigt den mindste kommune i amtet.
I kommunen ligger ud over Wrangelsburg, landsbyen Gladrow.

### Nabokommuner
Nabokommuner er Neu Boltenhagen mod nord, Katzow mod øst, Lühmannsdorf mod sydøst, Karlsburg mod syd, Groß Kiesow mod sydvest, Diedrichshagen mod vest og Hanshagen mod nordvest.

## Eksterne kilder og henvisninger
- Wikimedia Commons har flere filer relateret til Wrangelsburg

- Kommunens side  på amtets websted